# ムスリム・ガジマゴメドフ
ムスリム・ガジマゴメドフ（Muslim Gadzhimagomedov、ロシア語: Муслим Гаджимагомедов、1997年1月14日 - ）は、ロシアのプロボクサー。ダゲスタン共和国ニチルスクフ出身。現WBA世界ブリッジャー級王者。東京オリンピックヘビー級銀メダリスト。

## 来歴

### アマチュア時代
2017年6月、ヨーロッパ選手権にライトヘビー級（81kg）で出場し、決勝で敗れ銀メダルを獲得した。
2017年9月、世界選手権にライトヘビー級（81kg）で出場し、2回戦でベクテミル・メリクジエフに敗退した。
2019年9月、世界選手権にヘビー級（91kg）で出場し、金メダルを獲得した。
2021年8月、東京オリンピックにヘビー級（91kg）で出場し、決勝で敗れ銀メダルを獲得した。
2023年5月、世界選手権にヘビー級（92kg）で出場し、金メダルを獲得した。
2024年4月、ヨーロッパ選手権にヘビー級（92kg）で出場し、金メダルを獲得した。

### プロ時代

#### ヘビー級
2021年12月24日、モスクワでソビエト・ウィングス・スポーツ・パレスでプロデビューを果たし2回2分54秒TKO勝ちを収めた。

#### ブリッジャー級
2024年7月12日、セルプホフで、エフゲニー・ティシェンコのドーピング違反による王座認定取り消しに伴い、WBA世界スーパークルーザー級1位の張兆新と仕切り直しとなるWBA世界ブリッジャー級初代王座決定戦を行い、4回2分50秒TKO勝ちを収め、ロシアのプロボクサーで最速となる4戦目での王座獲得に成功した。
2024年10月17日、ウファのウファ・アリーナでWBA世界ブリッジャー級1位のレオン・ハースと対戦し、12回3-0（120-108×3）の判定勝ちを収めブリッジャー級としては最多防衛記録となる初防衛に成功した。
2025年1月31日、モスクワでIBA主催興行のメインイベントとしてWBCクルーザー級11位のタビソ・ムチュヌとノンタイトルで対戦し、10回3-0（100-90×2、100-91）判定勝ちを収めた。当初はWBA世界ブリッジャー級タイトルマッチとして行われる予定だったが、ムチュヌがブリッジャー級の世界ランク入りを果たしていないことからタイトルマッチとして認められなかったためノンタイトル戦に変更された。

## 戦績
- アマチュアボクシング：100戦 93勝 7敗
- プロボクシング：6戦 6勝 (3KO) 無敗

| 戦           | 日付           | 勝敗 | 時間    | 内容    | 対戦相手             | 国籍             | 備考                            |
| ------------ | -------------- | ---- | ------- | ------- | -------------------- | ---------------- | ------------------------------- |
| 1            | 2021年12月24日 | ☆    | 2R 2:54 | TKO     | デイビス・ベロッセル | コロンビア       | プロデビュー戦                  |
| 2            | 2023年10月27日 | ☆    | 8R      | 判定3-0 | アカニ・プフジ       | 南アフリカ共和国 |                                 |
| 3            | 2023年12月9日  | ☆    | 8R 終了 | TKO     | アルツール・マン     | カザフスタン     |                                 |
| 4            | 2024年7月12日  | ☆    | 4R 2:50 | TKO     | 張兆新               | 中華人民共和国   | WBA世界ブリッジャー級王座決定戦 |
| 5            | 2024年10月17日 | ☆    | 12R     | 判定3-0 | レオン・ハース       | ドイツ           | WBA防衛1                        |
| 6            | 2025年1月31日  | ☆    | 10R     | 判定3-0 | タビソ・ムチュヌ     | 南アフリカ共和国 |                                 |
| テンプレート |                |      |         |         |                      |                  |                                 |

## 獲得タイトル
- WBA世界ブリッジャー級王座（防衛1）